# Nacmierz (gmina)
Nacmierz (od 1973 Postomino) – dawna gmina wiejska istniejąca w latach 1945–1954 w woj. gdańskim, szczecińskim i koszalińskim (dzisiejsze woj. zachodniopomorskie). Siedzibą władz gminy był Nacmierz.
Gmina Nacmierz powstała po II wojnie światowej (1945) na terenie tzw. Ziem Odzyskanych (tzw. III okręg administracyjny – Pomorze Zachodnie). 25 września 1945 gmina – jako jednostka administracyjna powiatu sławieńskiego – została powierzona administracji wojewody gdańskiego, po czym z dniem 28 czerwca 1946 została przyłączona do woj. szczecińskiego. 6 lipca 1950 gmina wraz z całym powiatem sławieńskim weszła w skład nowo utworzonego woj. koszalińskiego.
Według stanu z 1 lipca 1952 gmina składała się z 21 gromad: Bylica, Chudaczewko, Chudaczewo, Dzierzęcin, Górsko, Jarosławiec, Jezierzany, Kanin, Karsino, Korlino, Królewo, Łącko, Marszewo, Masłowice, Nacmierz, Pieńkowo, Postomino, Rusinowo, Wicie, Wszędzień i Złakowo. Gmina została zniesiona 29 września 1954 wraz z reformą wprowadzającą gromady w miejsce gmin. Jednostki nie przywrócono 1 stycznia 1973 wraz z kolejną reformą reaktywującą gminy, utworzono natomiast jej terytorialny odpowiednik, gminę Postomino.